# Орден Золотого Ковчега
Орден Золотого Ковчега (нидерл. Orde van de Gouden Ark) — является одной из значительных наград Нидерландов. Относится к категории международных рыцарских орденов. Был учреждён нидерландским принцем Бернардом Липпе-Бистерфельдским в 1971 году как орден «За заслуги». Данный Орден присуждается людям, внёсшим существенный вклад в сохранение природы. С момента учреждения, им было награждено в общей сложности 300 человек.

## История
В России, государственная нагрудная награда, которая отображает вклад в защиту окружающей среды — называется «Заслуженный эколог Российской Федерации» и была учреждена в 1995 году. В Великобритании, человек, который внёс значительный вклад в сбережение природных фондов — может быть награждён Орденом Британской Империи. В Нидерландах, такая награда была создана благодаря усилиям принца Бернарда Липпе-Бистерфельдского. Он распорядился создать знак отличия, который бы отмечал заслуги тех или иных лиц в охране окружающей среды, их вклад в спасение флоры и фауны Планеты Земля. Награда была разработана и учреждена 10 июля 1971 года в виде ордена, который получил официальное название «Орден Золотого Ковчега» (Orde van de Gouden Ark). До этого, специальной государственной награды в области охраны окружающей среды в Нидерландах не существовало.

## Положение об ордене
Вручение и государственная легитимность ордена регламентируется постановлением Министра внутренних дел по делам королевства Нидерландов «13 augustus 2002, nr. BK02/84166 (D. Erkende (ridderlijke) orden)» (De minister van Binnenlandse Zaken en Koninkrijksrelaties d.d). Орден Золотого Ковчега Королевства Нидерландов вручается гражданам Нидерландов, гражданам подконтрольных территорий, гражданам других государств. Основания для вручения:
- значительный вклад в развитие фондов, организаций по защите окружающие среды;
- вклад в защиту флоры и фауны на Планете Земля;
- деятельность, направленная на пропаганду защиты вымирающих видов, вклад в науку, экологические разработки.

## Описание
Аверс Ордена представляет собой два пятиконечных серебряных креста одинаковой длины, наложенных друг на друга. Нижний крест покрыт белой эмалью, а верхний — синей. Под крестами расположен лавровый венок, выполненный из золота. По центру синего креста, в круглом обрамлении, расположен объект, визуально напоминающий средневековый корабль. Однако, исходя из названия Ордена, можно предположить, что это — не что иное, как мифический Ноев ковчег. Официального толкования этого символа со стороны государства нет. Реверс абсолютно плоский с креплением на одежду. Лента Ордена выполнена из традиционных нидерландских цветов: оранжевого, синего, чёрного.
Магистр ордена носит украшение на ленте вокруг шеи. Ширина Ордена 55 мм.
Офицер Ордена носит украшение на ленте на левой стороне груди. Ширина Ордена 37 мм.
Рыцарь Ордена носит украшение на ленте на левой стороне груди. Ширина Ордена 37 мм.
Представителям всех трёх степеней посвящения полагается кольцо, выполненное из золота с изображением восьмилучевой звезды.
| Правила ношения     |               |                |
|                     |               |                |
| Степени награждения |               |                |
| Рыцарь Ордена       | Офицер Ордена | Магистр Ордена |

## Список награждённых

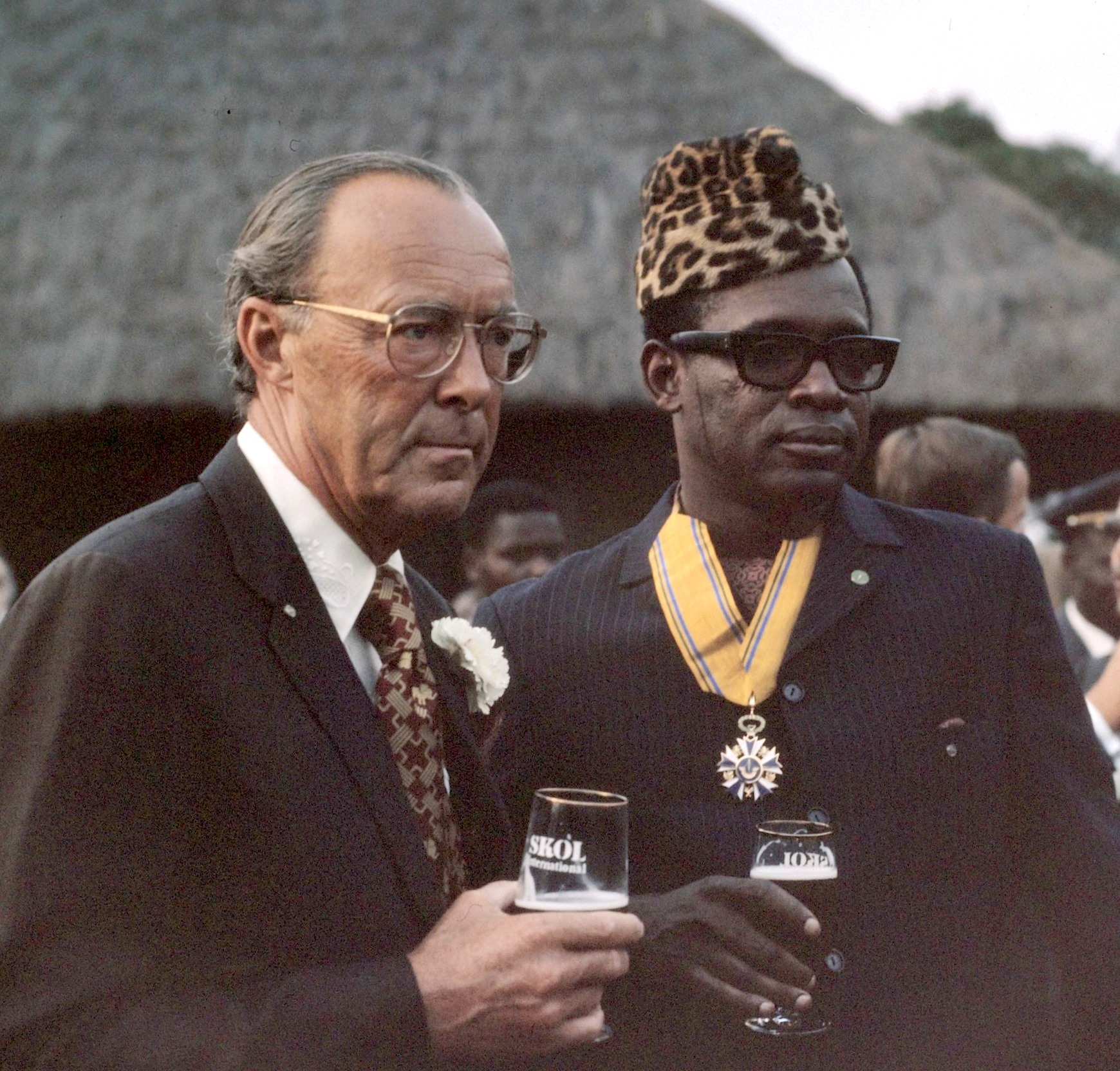
Принц Бернард Липпе-Бистерфельдский и президент Заира Мобуту Сесе Секо с знаком Офицера ордена Золотого Ковчега

Список некоторых награждённых в разное время Орденом Золотого Ковчега:
- Виллем-Александр (Магистр Ордена Золотого Ковчега) — король Нидерландов;
- Филипп, герцог Эдинбургский — принц-консорт Великобритании;
- Тони Фитцйон (англ. Tony Fitzjohn) — активист, защитник природы;
- Гудолл, Джейн — Посол Мира при ООН, антрополог, зоолог;
- Роджер Тори Петерсон (англ. Roger Tory Peterson) — натуралист, орнитолог;
- Марк ван Росмален (англ. Marc van Roosmalen) — приматолог;
- Лайял Уотсон (англ. Lyall Watson) — ботаник, антрополог, этнолог, зоолог;
- Гьянендра — бывший король Непала;
- Карл XVI Густав — король Швеции;
- Джеральд Даррелл — натуралист, писатель, основатель Джерсийского зоопарка и Фонда охраны дикой природы;
- Виллем Овермарс (Willem Overmars) — ландшафтный архитектор[6].